# 安戈河
63°15′51″N 158°17′12″E / 63.2643°N 158.2868°E
安戈河（俄语：Анго），是俄羅斯的河流，位於該國東北部遠東地區，處於馬加丹州，該河流屬於奧莫隆河的右支流，流經科雷馬山脈，河道全長25公里。